# Стадион имени Мангалама Чиннасвами
Стадион имени Мангалама Чиннасвами — крикетный стадион в Бангалоре. Он принадлежит правительству штата Карнатака и управляется Ассоциацией крикета штата Карнатака (KSCA).
Стадион построен в 1969 году. Он расположен в центре Бангалора. На стадион имени Мангалама Чиннасвами проводятся Тестовые, Однодневные международные матчи и игры в формате Твенти20. Помимо спортивных соревнований, здесь проводятся культурные мероприятия.
Стадион является домашним для сборной штата Карнатака по крикету, женской сборной Карнатаки по крикету и клуба Индийской Премьер-лиги «Роял Челленджерс Бангалор».
Стадион первоначально назывался стадионом ассоциации крикета штата Карнатака, а позднее переименован в честь Мангалама Чиннасвами, юриста из Мандьи и одному из основателей Ассоциации крикета штата Майсур.
Это первый крикетный стадион в мире, на котором используются солнечные батареи для выработки большей части электроэнергии, необходимой для работы стадиона. Панели были закуплены в рамках инициативы ассоциации крикета штата Карнатака «Go Green». В 2016 году здесь установили систему очистки воды, а к январю 2017 года была введена в действие система аэрации и дренажа с целью снижения воздействия влаги на исход матчей.

## История
При щедрой поддержке правительства штата Карнатака первый камень в фундамент этого стадиона был заложен в 1969 году, а строительные работы начались в 1970 году. Стадион впервые использовался для проведения матчей по крикету Первого класса в сезоне 1972/73 годов. Тестовые матчи стали проводиться с сезона 1974/75 во время Турне Вест-Индии по Индии.
Стадион ассоциации крикета штата Карнатака (KSCA) был переименован в честь Мангалама Чиннасвами Мудалиара, который был президентом Совета контроля за крикетом Индии. Чиннасвами в Мандье в 1900 году, был одним из основателей ассоциации крикета штата Майсур и юристом по профессии. Ему помогали другие выдающиеся люди, и он сыграл важную роль в том, чтобы убедить правительство штата Карнатака выделить землю для крикета в престижном районе в 1969 году.
Первый Тестовый матч проходил здесь 22-27 ноября 1974 года. Это был дебютный матч для игроков Вест-Индии Вива Ричардса и Гордона Гриниджа. Гости во главе с Клайвом Ллойдом разгромили индийскую команду с преимуществом в 256 пробегов. Индия впервые победила здесь в матче против Англии в сезоне 1976/77. Первый Однодневный международный матч на этом стадионе был сыгран 6 сентября 1982 года. В том матче Индия победила Шри-Ланку с преимуществом в шесть калиток.
Прожекторы были установлены на этом стадионе к чемпионату мира 1996 года. Первым матчем, сыгранным здесь при свете, стал четвертьфинал между Индией и Пакистаном 9 марта 1996 года, в котором Индия с преимуществом в 39 пробегов. В 2007 году в третьем тестовом матче между Индией и Пакистаном Сурав Гангули и Юврадж Сингх на пару набрали 300 очков и тем самым побили ряд рекордов.
Стадион Мангалама Чиннасвами является домашним стадионом бангалорской команды «Роял Челленджерс Бангалор», выступающей в Индийской премьер-лиге. Он окрашен в красный и желтый цвета — цвета местной команды, что также соотносится с цветами флага Карнатаки.
На стадионе также проходил конкурс Мисс мира 1996 года.
В 2023 году здесь состоялись игры в рамках чемпионата мира по крикету.

## Особенности
Ассоциация крикета штата Карнатака утверждает, что их стадион — единственный в мире, работающий на солнечной энергии. Они установили солнечную систему, перевезённую со немецкого футбольного стадиона Фрайбург, которая полностью питается от солнечной энергии. Ассоциация крикета штата Карнатака потратила на этот проект 45 миллионов индийских рупий. Мощность системы составляла 400 кВт по данным февраля 2015 года.
Стадион вмещает 40 000 человек. На этой арене границы расположены недалеко от центра, в пределах 55-56 метров, благодаря чему команды, отбивающие мяч, набирают меньше очков, чем обычно. Поле отмечают удобным для бэтсменов, в пользу чего свидетельствует факт, что в Индийской Премьер-лиге 2023 года команды набрали 210+ ранов в четырех и 170+ в трех случаях за 8 сыгранных там подач. По словам боулера Харшала Пателя: «На Чиннасвами трудно играть. Это небольшая площадка, и мяч там хорошо летит».
14 июня 2018 года здесь сыграл свой первый Тестовый матч только что получившая Тестовый статус сборная Афганистана.